# 正北门

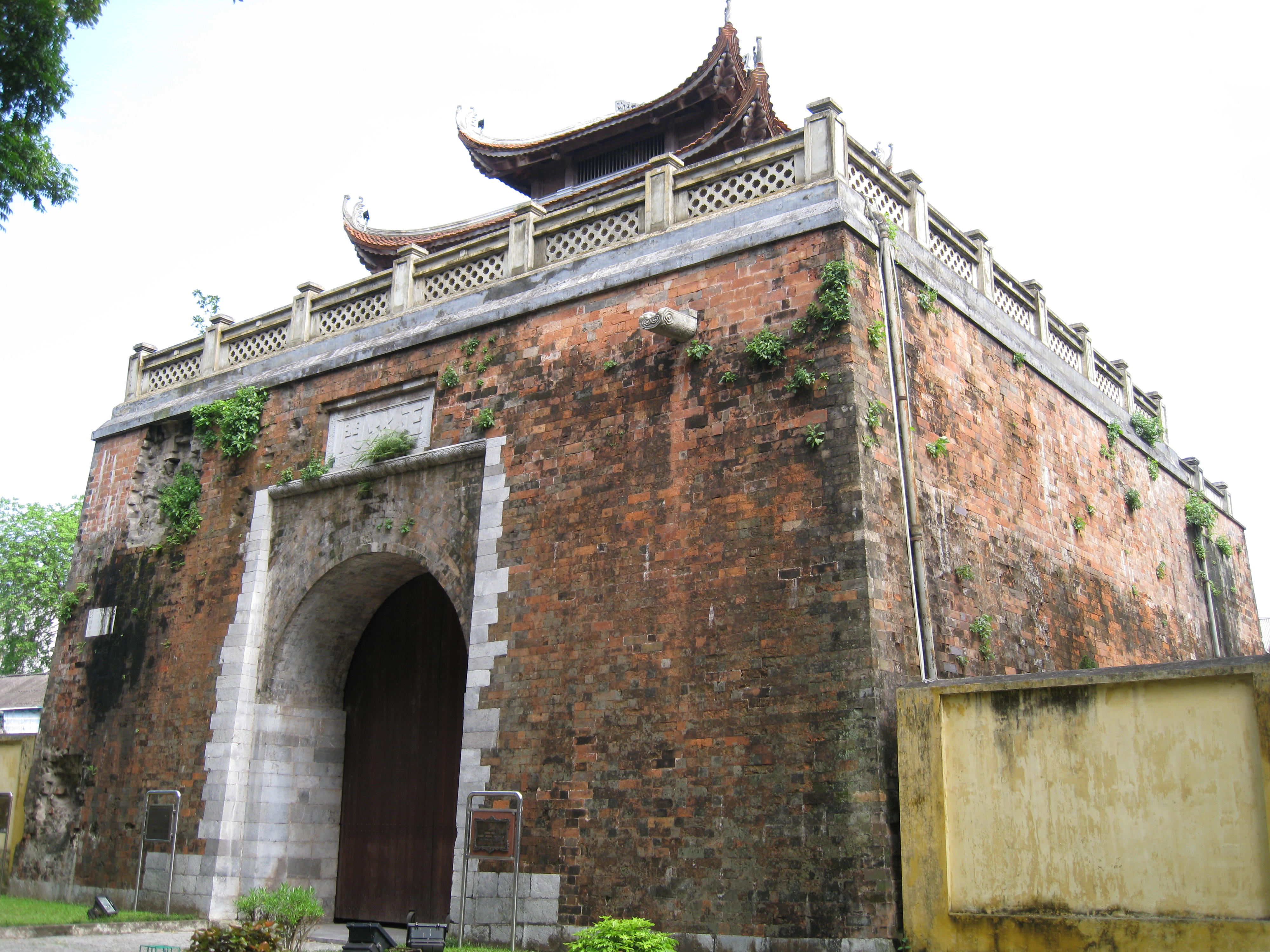
正北门外景，摄于2009年。

正北门（越南语：／）或北门（越南语：／）是越南阮朝时期河内古城的五个城门之一。

## 位置与样式
据史料记载，现存的正北门建于原黎朝时期正北门的遗址上，于1805年建成。正北门基于凉亭风格而建，上端为楼，下方为城。
正北门现位于越南河内市巴亭郡的潘廷逢街，整座门的外形呈近方状梯形，两侧墙体向外展开。门的内侧是一个砖造的拱形通道。门沿为长方形石堤，上沿为石质，饰有莲翼。城楼顶部有一座凉亭状的城楼。
门楼的北面上设有匾额，上刻浮雕以右起横书列有三个大字。门的边框上饰有花串式样的石质标牌。右侧镶嵌着一块石牌，上面刻有1882年4月25日的日期，以纪念历史上法军向古城开火并占领北圻首府的日子。门墙上至今仍留有侵略军炮弹所留下的痕迹。
城楼目前被用于供奉阮知方以及黃耀，与河内城内的人民一起反抗计划入侵城池的法国殖民主义者的两位总督。二人均在抵抗无果之后相继选择了殉国。

## 文化价值

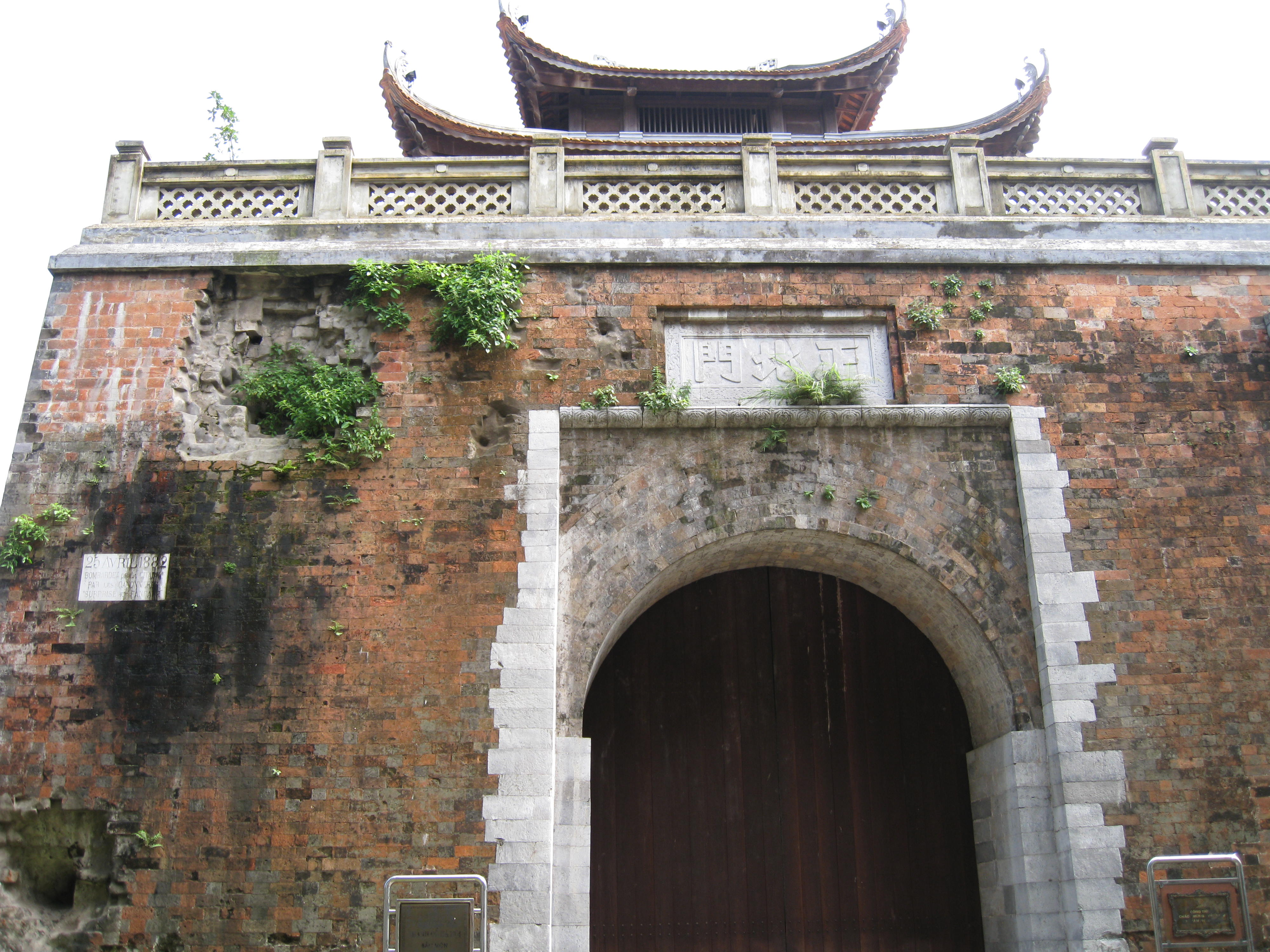
正北门上法国炮艇射出的炮弹所遗留的痕迹 (Note: （法语石碑原文：25 Avril 1882: Bombarde de la citadelle par les canonnières "Surprise" et "Fanfare"，意为“1882年4月25日：“惊喜”号与“号角”号炮艇轰击城楼”。）)。

正北门城楼是河内古城现存为数不多的遗迹之一。城堡墙上的炮弹痕迹展示了1882年法国殖民者第二次进攻河内城之时，河内军民反抗侵略的艰难时期。
1999年，考古学家在正北门现址附近深1.66m - 2.20m处发现了一面砖石城墙的遗迹，一座约1.2米厚的台基以及另一座黎朝时期的建筑痕迹。

## 图集

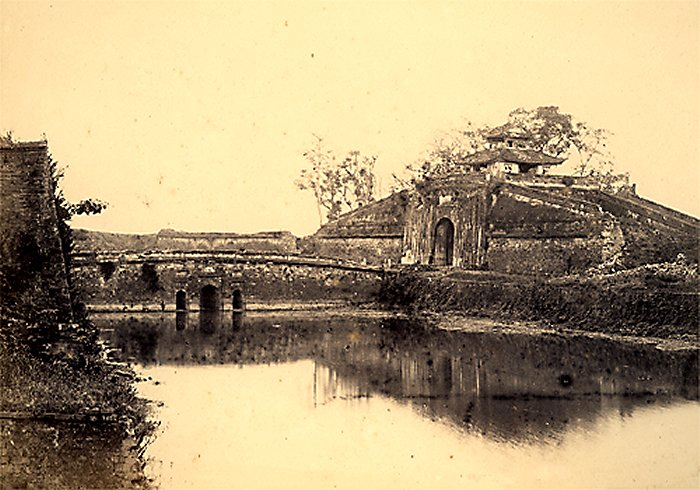
正北门前景与护城河（照片由Charles-Edouard Hocquard博士于1884-1885年间拍摄）。
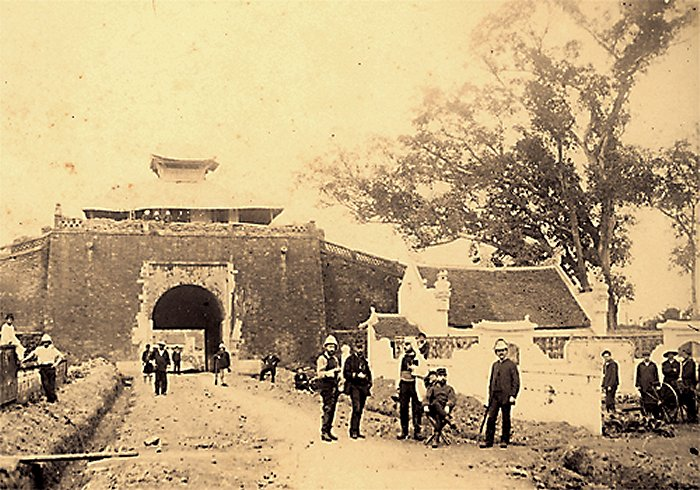
正北门後景（约1884-1885年，法军占领河内後）。